# Cornu (diacritique)
Pour les articles homonymes, voir corne et cornu.
La corne ou cornu (en vietnamien dấu móc), barbu (en vietnamien dấu râu), aussi parfois appelée crochet, est un diacritique de l’alphabet vietnamien attaché au coin supérieur droit des lettres o et u pour donner ơ et ư (arrondissement de voyelles). On la retrouve aussi durant la Renaissance en français rattachée à la lettre e notamment dans l’orthographe française utilisée par Louis Meigret dans Tretté de la grammere françoeze publié en 1550 .
| Majuscule | Majuscule | Minuscule | Minuscule |
| Lettre    | HTML      | Lettre    | HTML      |
| --------- | --------- | --------- | --------- |
| Ơ         | &#416;    | ơ         | &#417;    |
| Ư         | &#431;    | ư         | &#432;    |
| E̛         | E&#x031B; | e̛         | &#x031B;  |

## Représentations informatiques
| formes    | représentations | chaînes de caractères | points de code | descriptions                                    |
| --------- | --------------- | --------------------- | -------------- | ----------------------------------------------- |
| capitale  | Ơ               | Ơ                     | U+01A0         | lettre majuscule latine o cornu                 |
| minuscule | ơ               | ơ                     | U+01A1         | lettre minuscule latine o cornu                 |
| capitale  | Ớ               | Ớ                     | U+1EDA         | lettre majuscule latine o cornu accent aigu     |
| minuscule | ớ               | ớ                     | U+1EDB         | lettre minuscule latine o cornu accent aigu     |
| capitale  | Ờ               | Ờ                     | U+1EDC         | lettre majuscule latine o cornu accent grave    |
| minuscule | ờ               | ờ                     | U+1EDD         | lettre minuscule latine o cornu accent grave    |
| capitale  | Ở               | Ở                     | U+1EDE         | lettre majuscule latine o cornu crochet en chef |
| minuscule | ở               | ở                     | U+1EDF         | lettre minuscule latine o cornu crochet en chef |
| capitale  | Ỡ               | Ỡ                     | U+1EE0         | lettre majuscule latine o cornu tilde           |
| minuscule | ỡ               | ỡ                     | U+1EE1         | lettre minuscule latine o cornu tilde           |
| capitale  | Ợ               | Ợ                     | U+1EE2         | lettre majuscule latine o cornu point souscrit  |
| minuscule | ợ               | ợ                     | U+1EE3         | lettre minuscule latine o cornu point souscrit  |
| capitale  | Ư               | Ư                     | U+01AF         | lettre majuscule latine u cornu                 |
| minuscule | ư               | ư                     | U+01B0         | lettre minuscule latine u cornu                 |
| capitale  | Ứ               | Ứ                     | U+1EE8         | lettre majuscule latine u cornu accent aigu     |
| minuscule | ứ               | ứ                     | U+1EE9         | lettre minuscule latine u cornu accent aigu     |
| capitale  | Ừ               | Ừ                     | U+1EEA         | lettre majuscule latine u cornu accent grave    |
| minuscule | ừ               | ừ                     | U+1EEB         | lettre minuscule latine u cornu accent grave    |
| capitale  | Ử               | Ử                     | U+1EEC         | lettre majuscule latine u cornu crochet en chef |
| minuscule | ử               | ử                     | U+1EED         | lettre minuscule latine u cornu crochet en chef |
| capitale  | Ữ               | Ữ                     | U+1EEE         | lettre majuscule latine u cornu tilde           |
| minuscule | ữ               | ữ                     | U+1EEF         | lettre minuscule latine u cornu tilde           |
| capitale  | Ự               | Ự                     | U+1EF0         | lettre majuscule latine u cornu point souscrit  |
| minuscule | ự               | ự                     | U+1EF1         | lettre minuscule latine u cornu point souscrit  |